# Sorel-Tracy
Pour les articles homonymes, voir Sorel et Tracy.
Sorel-Tracy est une ville canadienne du Québec, chef-lieu de la MRC de Pierre-De Saurel, dans la région de la Montérégie. Elle est la capitale économique, industrielle et culturelle de la MRC.

## Toponymie
Son nom provient de l'amalgame des noms des villes de Sorel et de Tracy.

## Histoire
En 2000, les villes de Sorel et Tracy sont fusionnées pour créer la ville actuelle. Il s'agissait auparavant de deux villes distinctes. La municipalité de Saint-Pierre-de-Saurel avait également précédemment fusionné avec la Ville de Sorel en 1992.

### Blason populaire
Le blason populaire Tire-bouchons est encore occasionnellement utilisé comme dénomination familière des Sorelois et Soreloises depuis la première moitié du 20e siècle.
Plusieurs versions sur l’origine de cette expression circulent sans que le doigt puisse être mis sur la véritable origine, mais la Société historique Pierre-de-Saurel offre trois hypothèses.
La première version découlerait de l’époque entre les deux guerres mondiales alors que la région était marquée par une effervescence économique et un allègement des mœurs. La réputation des Sorelois serait également accentuée par le fait que Sorel demeurait le seul endroit en 1915 où on retrouvait du trafic de boisson alcoolisée dans le comté de Richelieu alors que la prohibition existait déjà dans plusieurs municipalités.
Une deuxième version existe. On aurait inventé, à Sorel, un tire-bouchon particulièrement efficace vers la fin de 19e siècle. Cet instrument aurait permis de déboucher plusieurs bouteilles rapidement.
La dernière version raconte que de nombreux Sorelois, affamés durant la crise des années 30, se seraient introduits dans des bateaux accostés au port pour tirer des bouchons de barils de mélasse. Ils auraient alors volé le contenu pour se nourrir.

### Ville de Sorel

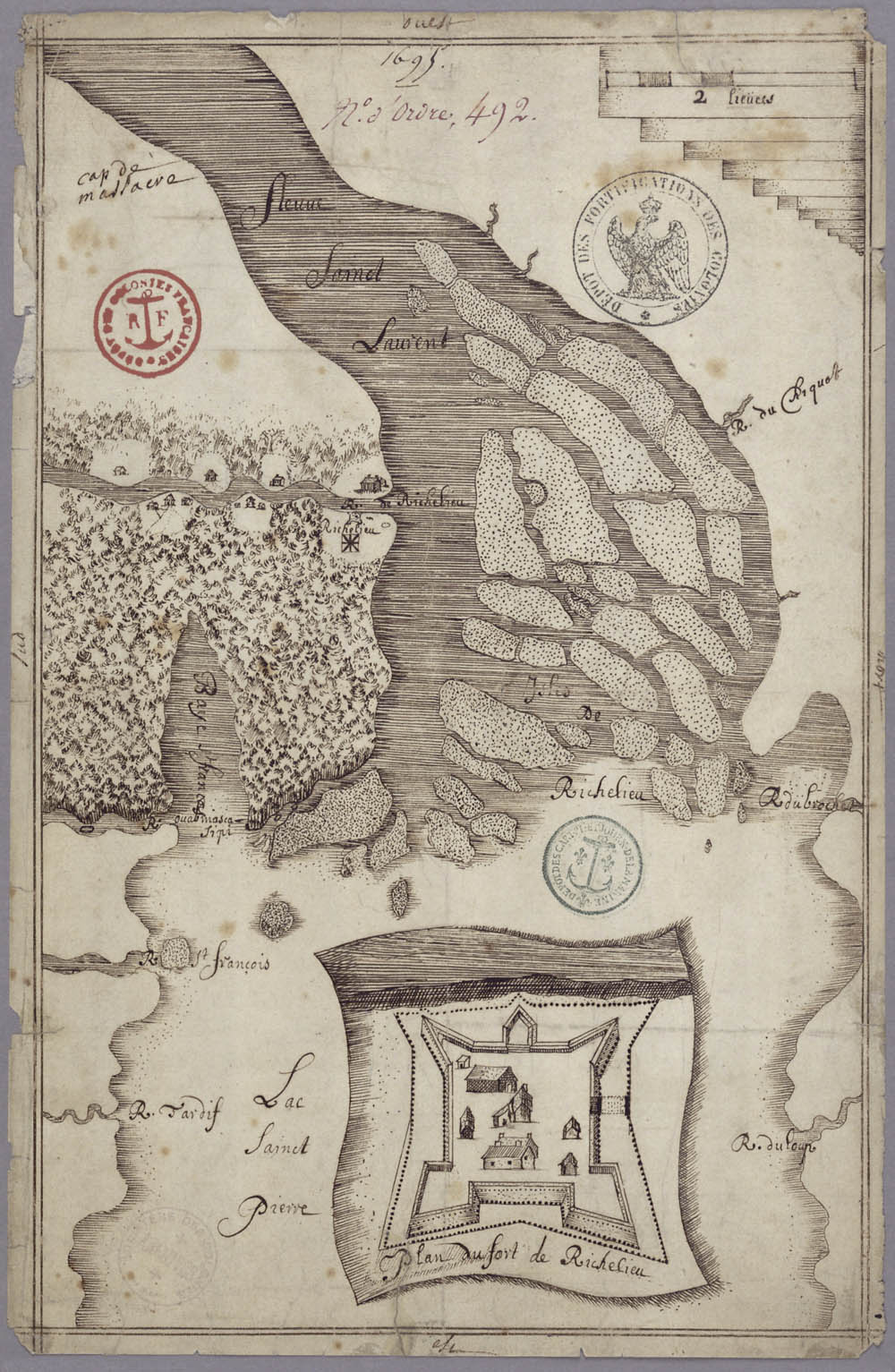
Fort Richelieu, 1695.

La ville de Sorel fut bâtie à l'emplacement du Fort Richelieu. Après avoir vu passer les découvreurs de la Nouvelle-France : Jacques Cartier en 1535 et Samuel de Champlain, qui y vint pour la première fois en 1603, c'est par la suite Charles Jacques Huault de Montmagny, alors gouverneur de la Nouvelle-France depuis six ans, qui y fera ériger le 13 août 1642 un premier fort. Ce dernier fut construit à l'embouchure de la rivière Richelieu (dite autrefois rivière des Iroquois) au XVIIe siècle. Son nom lui a été donné en mémoire du cardinal de Richelieu (1585-1642), ministre de Louis XIII. Le 20 aout 1642, en la fête de saint Bernard, le Père Anne de Noue bénit le fort et y célèbre la messe. La tradition veut que cette date soit considérée comme celle de la naissance de la ville de Sorel, ce qui en fait la quatrième plus vieille ville du Canada (après Québec, Trois-Rivières et Montréal). Le fort est abandonné en 1647 sous les coups répétés des Iroquois.
C'est en 1665 qu'arrive le Régiment de Carignan-Salières sur le territoire. Pierre de Saurel, à la tête de cinq compagnies, est chargé, par le gouverneur Alexandre de Prouville de Tracy, de reconstruire l'ancien fort. En 1672, le roi concède à M. de Saurel la région avoisinant le fort, où il s'installe, de même que ses soldats. Par la suite, les terres sont défrichées et les familles se multiplient, si bien qu'en 1681 plus de 120 habitants forment la communauté soreloise. M. de Saurel décède à Montréal et sa femme, Catherine Le Gardeur vend la seigneurie à Claude de Ramezay de Montréal en 1713.
La guerre de Sept Ans vient bouleverser le développement de la seigneurie. À la conclusion de la paix en 1777, beaucoup d'Américains demandent à s'établir au Canada, qui seront désormais surnommés les loyalistes. C'est dans l'intention de venir en aide à ces expatriés que le gouverneur Frederick Haldimand achète, au nom de MM. Greenwood et Higginson, la seigneurie de Sorel en date du 13 novembre 1781. Au mois de septembre 1787, Son Altesse Royale William Henry rend visite à Sorel. De cette époque la ville prend le nom de William-Henry qu'elle conservera jusqu'en 1860.
Sorel obtient le statut de cité en 1889, à la suite de multiples améliorations de ses infrastructures, comme la construction d'un aqueduc, l'installation d'usines d'éclairage au gaz, la construction d'un édifice des douanes et des postes. Finalement, elle redevient la Ville de Sorel en 1982.

### Ville de Tracy
Le 10 février 1954, la municipalité de la paroisse de Saint-Joseph-de-Sorel est constituée en la corporation de la Ville de Tracy. Le choix de ce nom de noblesse du marquis de Tracy est le résultat de la soumission d'un citoyen dans le cadre d'un concours.

### Maison des gouverneurs
La Maison des gouverneurs est située au bord de la rivière Richelieu, sur le chemin des Patriotes. C'est en décembre 1781 qu'y fut illuminé pour la première fois un sapin de Noël. En effet, au cours de cette même année, le général Frédérick Haldimand acquiert, au nom de la Couronne britannique, la seigneurie de Sorel. Il y fait ériger des casernes et une maison. Les premiers habitants de la Maison des Gouverneurs sont le baron et la baronne Riedesel. Afin de perpétuer une tradition de son pays, l'Allemagne, consistant à illuminer un sapin pour Noël, la baronne Riedesel crée un événement unique en Amérique du Nord. Depuis, presque tous les Nord-Américains illuminent un sapin à l'occasion des festivités de Noël.
Aujourd'hui, on retrouve dans la Maison des Gouverneurs le Bureau d'information touristique de la région de Sorel-Tracy et un centre d'exposition. Également, durant l'été 2021, des fouilles archéologiques ont été effectuées dans une grande fosse devant la Maison des Gouverneurs.

## Géographie
D'une superficie terrestre de 57,24 km2 (66,64 km2 de superficie totale), Sorel-Tracy est située au confluent du fleuve Saint-Laurent et de la rivière Richelieu. La ville est sise sur les deux rives de cette dernière avec le secteur Sorel sur la rive droite et secteur Tracy sur la rive gauche.
Les deux secteurs sont reliés par le pont Maurice-Martel (appelé localement le « Pont neuf »), sur lequel se trouve l'autoroute 30 et par le pont Turcotte, sur lequel se trouve la route 132.

## Démographie
| 2001   | 2006   | 2011   | 2016   | 2021   |
| ------ | ------ | ------ | ------ | ------ |
| 34 194 | 34 076 | 34 600 | 34 755 | 35 165 |

## Administration

### Maires de Sorel-Tracy
La Ville de Sorel-Tracy a, depuis sa création en 2000 à la suite de la fusion de Sorel et de Tracy, été dirigée par quatre maires.
| Sorel-Tracy Maires depuis 2005                                                                                        |                   |                      |          |
| Élection | Maire             | Qualité              | Résultat |
| 2005 | Marcel Robert     |                      | Voir     |
| 2009 | Réjean Dauplaise  |                      | Voir     |
| 2013 | Serge Péloquin    |                      | Voir     |
| 2017 | Serge Péloquin    | Voir                 |          |
| 2021 | Serge Péloquin    | Voir                 |          |
| juin 2022 | Martin Lajeunesse | Maire suppléant      | Voir     |
| nov. 2022 | Patrick Péloquin  | Conseiller municipal | Voir     |
| Élection partielle en italique Depuis 2005, les élections sont simultanées dans toutes les municipalités québécoises. |                   |                      |          |

Serge Péloquin a été destitué pour une période d'un an à compter du 8 juin 2022.
| Période | Période  | Identité         | Étiquette | Qualité |
| ------- | -------- | ---------------- | --------- | ------- |
| 2022    | En cours | Patrick Péloquin |           |         |
| 2013    | 2022     | Serge Péloquin   |           |         |
| 2009    | 2013     | Réjean Dauplaise |           |         |
| 2000    | 2009     | Marcel Robert    |           |         |

## Économie

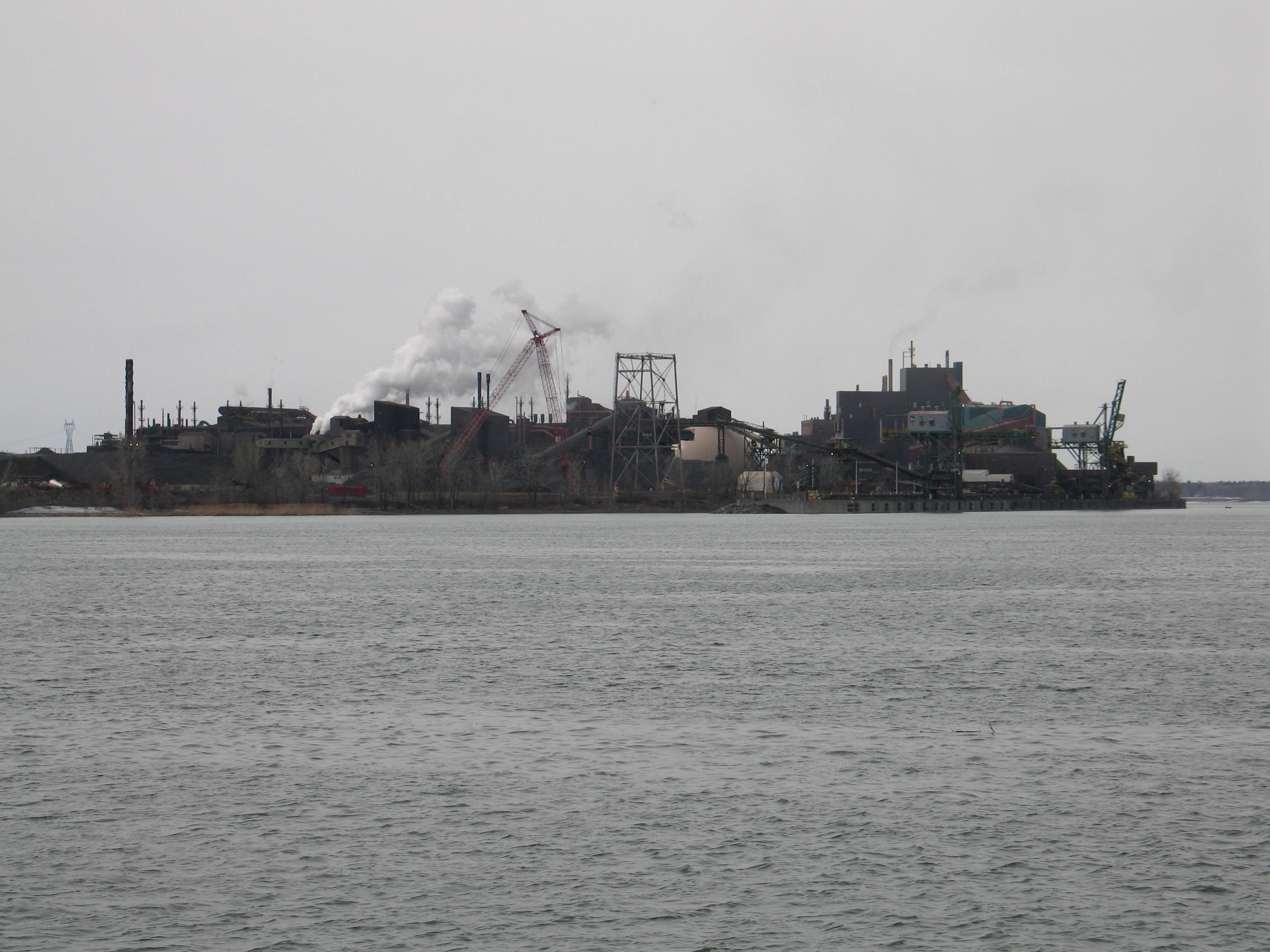
Usine de Rio Tinto QIT à Sorel-Tracy.

Sorel-Tracy a été le fief de la construction navale au cours du XXe siècle. En effet, à une certaine époque, les usines de Marine Industries Limited et Sorel Industries Limited tournaient à plein régime 24 heures sur 24 et employaient jusqu'à 10 000 personnes pour répondre aux commandes de navires de guerre de diverses classes.
La ville est un important centre industriel traditionnellement connu pour son activité sidérurgique. Rio Tinto, groupe minier multinational anglo-australien, est le principal employeur avec son complexe métallurgique RTFT (Rio Tinto Fer et Titane) anciennement Q.I.T. Fer et Titane, avec plus de 1 000 employés. Durant les années 1960 à 1990, la ville de Sorel-Tracy fut surnommée « la ville de l'Acier » comptant en ses rangs Les Forges de Sorel, Acier inoxydable Atlas, Crucible Steel, Beloit Steel, Sorel Steel and Founderies, Tioxide Canada ainsi que ses chantiers navals (Marine Industries, qui a fermé ses portes vers la fin de 1986). De plus, la ville de Sorel-Tracy est en plein cœur de la Vallée Sidérurgique et Métallurgique de Sorel.
La ville de Sorel-Tracy renferme aussi un important terminal pétrolier. Le terminal est opéré et géré par la compagnie Kildair Service ULC, affiliée depuis 2007 à l'Américaine Sprague International Properties LLC.. La capacité de stockage du terminal est de plus de 3,2 millions de barils (environ 509 millions de litres) de produits pétroliers. La réception ou l'exportation des produits se fait principalement par navire au quai détenu par la compagnie depuis le mois de janvier 2012.

## Transports

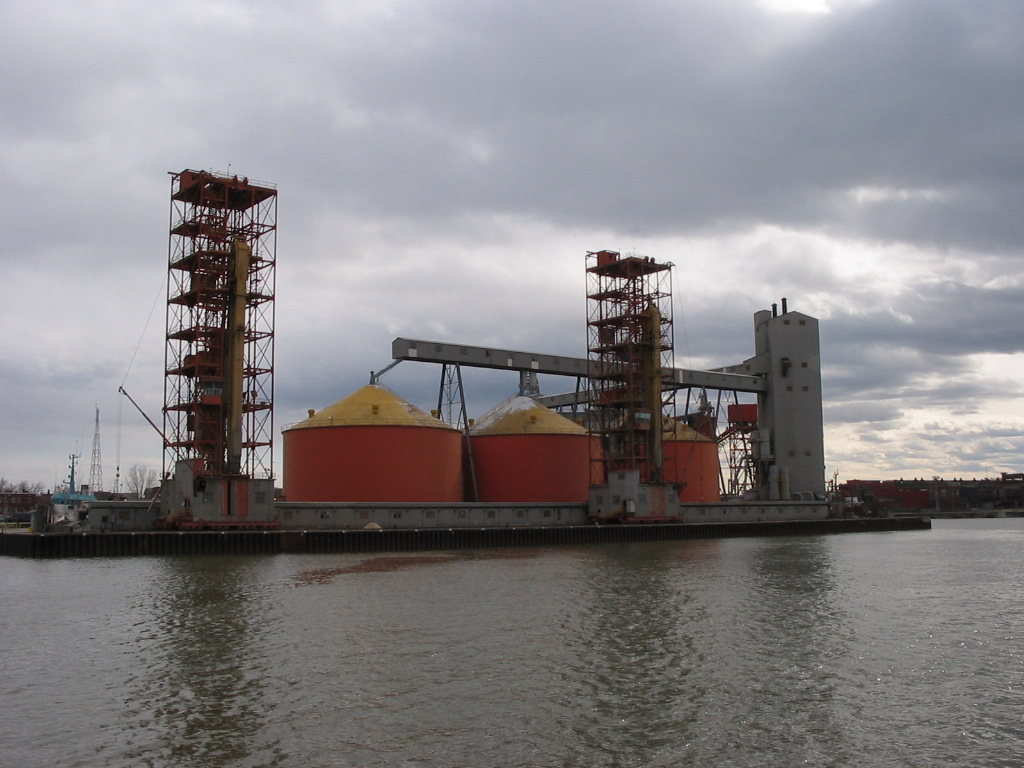
Port de Sorel.

Une nouvelle gare d'autobus, au 250, boulevard Poliquin, a été ouverte en 2012.
Un service de traversier de la Société des traversiers du Québec relie Sorel-Tracy et Saint-Ignace-de-Loyola.
Un service de taxibus est aussi disponible dans la ville.
Le conseil municipal de la ville de Sorel-Tracy a donné son appui par voie de résolution le 7 décembre 2015 à une étude de faisabilité pour un pont reliant Sorel-Tracy et Lanoraie par le fleuve Saint-Laurent. L'étude est financée par l'homme d'affaires Luc Poirier et a été présentée à la Chambre de commerce de Sorel-Tracy le 8 novembre 2016,.

## Éducation
Les services éducatifs publics francophones sont assurés par le Centre de services scolaire de Sorel-Tracy (anciennement la Commission scolaire de Sorel-Tracy).
Le 14 janvier 2025, l'école secondaire Bernard-Gariépy vit un incendie majeur qui cause le transfert de ses étudiants vers l'autre école secondaire de la ville, l'école secondaire Fernand-Lefebvre. Il n'y a eu aucun blessé.

### Collégial

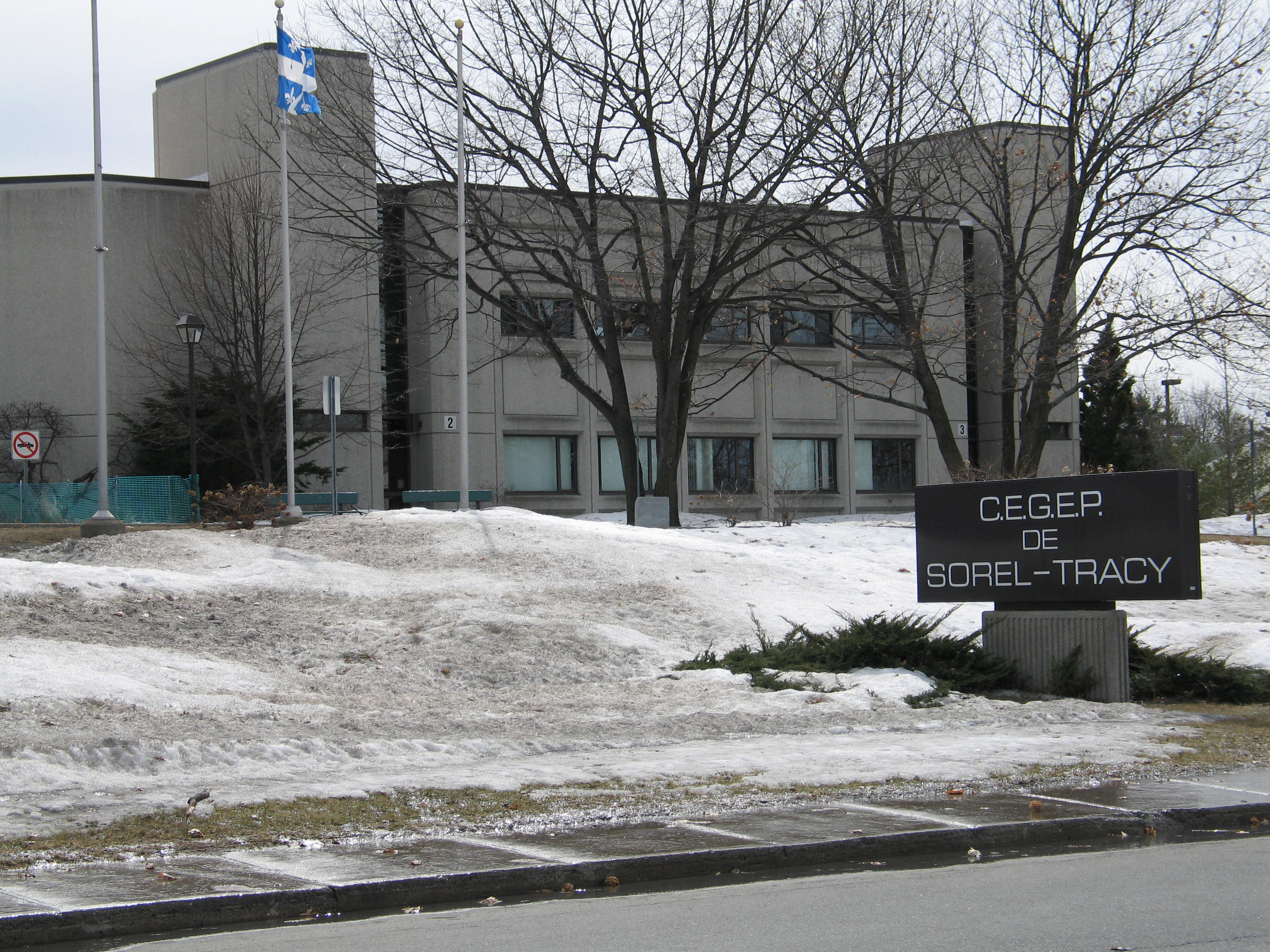
Cégep de Sorel-Tracy

- Cégep de Sorel-Tracy

### Secondaire
- École secondaire Bernard-Gariépy
- École secondaire Fernand-Lefebvre

### Primaire
- École Au Petit Bois
- École Harold-Sheppard (École anglophone)
- École Laplume
- École Maria-Goretti
- École Saint-Gabriel-Lalemant
- École Sainte-Anne-les-îles
- École St-Jean-Bosco
- École Martel

## Personnalités liées à Sorel-Tracy
- Dominic Arpin (chroniqueur télé)
- François Beauchemin (hockey sur glace)
- Michel Belhumeur (hockey sur glace)
- Éric Caire (homme politique)
- Frédéric Cassivi (hockey sur glace)
- Marc-André Fleury (hockey sur glace)
- Eric Pinard (hockey sur glace)
- Daniel Gélinas (homme d'affaires et producteur de spectacles)
- Marilène Gill (autrice et politicienne)
- Guillaume Lambert (comédien et auteur)
- Normand L'Amour (chanteur)
- Wildor Larochelle (hockey sur glace)
- Réal Lemieux (hockey sur glace)
- Sonia Marmen (auteur)
- Dominique Michel (humoriste, comédienne, chanteuse)
- Pierre Mondou (hockey sur glace)
- Éric Salvail (animateur télé)
- Dominic Champagne (auteur, metteur en scène, concepteur de spectacles)
- Anthony Beauvillier (hockey sur glace)
- Alice Nolin (sculptrice et peintre)
- Alexandre St-Vincent Villeneuve (chercheur universitaire)
- Pierre Girard (peintre animalier, Monnaie Royale Canadienne)
- Malajube (Groupe rock)

## Jumelages et échanges
- Niort (France) depuis le 23 juin 2025[26]